# Zornia punctatissima
Zornia punctatissima är en ärtväxtart som beskrevs av Milne-redh.. Zornia punctatissima ingår i släktet Zornia och familjen ärtväxter. Inga underarter finns listade i Catalogue of Life.